# Bactrocera fulvipes
Bactrocera fulvipes är en tvåvingeart som först beskrevs av Perkins 1938.  Bactrocera fulvipes ingår i släktet Bactrocera och familjen borrflugor. Inga underarter finns listade.